# دامی ایم
دامی ایم (به انگلیسی: Dami Im) (زاده ۱۷ اکتبر ۱۹۸۸) خواننده کره ای-استرالیایی است.
او در مسابقه آواز یوروویژن ۲۰۱۶ نماینده استرالیا بود و دوم شد.